# Ivan Guerrerio
Ivan Guerrerio (Milano, 24 agosto 1963 – Cinisello Balsamo, 19 marzo 2025) è stato uno scrittore italiano.

## Biografia
Pubblicò il racconto Sangue per la candida neve di marzo nella raccolta Meccano del 2004 edita da Arpanet. Nel 2009 vinse il Premio Italo Calvino con il romanzo Splendido splendente successivamente pubblicato da Agenzia X. Il suo ultimo romanzo, L’ultima notte di quiete, uscì nel 2011 per l'editore Ponte alle grazie. Nel novembre del 2012 contribuì con il racconto Bella da Morire alla raccolta Ultimo Bar a sinistra per le Edizioni Ligera.
Ivan Guerrerio è morto nel 2025 a Cinisello Balsamo.